# Жакота
Жакота (рум. Jacota) — село у повіті Сучава в Румунії. Входить до складу комуни Вултурешть.
Село розташоване на відстані 342 км на північ від Бухареста, 18 км на південний схід від Сучави, 98 км на північний захід від Ясс.

## Населення
За даними перепису населення 2002 року у селі проживали 182 особи, усі — румуни. Усі жителі села рідною мовою назвали румунську.